# 24474 Ananthram
24474 Ananthram è un asteroide della fascia principale. Scoperto nel 2000, presenta un'orbita caratterizzata da un semiasse maggiore pari a 2,3480028 UA e da un'eccentricità di 0,1744468, inclinata di 7,95888° rispetto all'eclittica.